# Dhont
Dhont was een notabele en in de negentiende eeuw adellijke familie, voornamelijk uit Oost- en West-Vlaanderen.

## Genealogie
- Pieter-Cornelius Dhont, burgemeester van Kaprijke, x Isabelle De Smet
  - Charles-Jean Dhont de Nieuwburg (1723-1798)
  - Jean-Bernard Dhont (1728-1817), xx Jeanne van de Walle (†1811)
    - Jean-Charles Dhont (1772-1821), xx Barbe Pecteen (1780-1824)
      - Hippolyte Dhont (zie hierna)
      - Charles Dhont (zie hierna)
      - Honoré Dhont (zie hierna)

    - François Dhont (1776-1830), x Jeanne van de Male (1779-1815)
      - Polydore Dhont (zie hierna)
      - Alphonse Dhont (zie hierna)
      - Edouard Dhont (zie hierna)

## Geschiedenis
De familie Dhont stamde uit het Meetjesland, meer bepaald uit Kaprijke, Boekhoute en Bassevelde. Pieter-Cornelius Dhont was burgemeester van Kaprijke en baljuw van Aveschoot. Met zijn echtgenote Isabelle De Smet had hij vijf kinderen, onder wie de hier genoemde Jean-Charles en Jean-Bernard.
Jean-Bernard Dhont was zeer rijk geworden doordat hij de voornaamste erfgenaam was van zijn oudere broer Jean-Charles Dhont de Nieuwburg (1723-1798), die door het vervullen van ontvangerschappen, door het zakendoen en door zijn huwelijk met de erfdochter Isabella Claesman, zeer welvarend was geworden. Die broer werd in 1760 door keizerin Maria-Theresia opgenomen in de erfelijke adel met de titel ridder. Hij had echter geen kinderen, zodat zijn vermogen door de familie, in de eerste plaats door Jean-Bernard, werd geërfd. Deze aanzienlijke erfenis was gedurende een halve eeuw de inzet van een verbeten juridische strijd tussen familieleden.

## Hippolyte Dhont
Hippolyte Jean Philippe Dhont (Brugge, 29 september 1803 - 25 april 1875) was een van de acht kinderen van Jean-Charles Dhont (1772-1821) en diens tweede vrouw, Barbara Pecsteen (1780-1824). Hij trouwde in 1835 met Eugenie Cornelis (1804-1878) uit Boekhoute. Het echtpaar had twee zonen die vrijgezel bleven en een dochter die trouwde met Oscar de Schietere de Lophem, maar kinderloos bleef.
Hippolyte was luitenant-kolonel van het derde landelijke legioen van de Burgerwacht in het Brugse Ommeland. In 1847 werd hij in de adelstand opgenomen met de bij eerstgeboorte overdraagbare titel van ridder. Hij zette zich ook in voor de pauselijke staten, wat hem een pauselijke titel van graaf opleverde.
In 1828 werd hij eerste schepen en in 1831 burgemeester van Sint-Michiels, ambt dat hij tot juni 1839 uitoefende. In dat jaar werd hij burgemeester van Boekhoute.

## Charles Dhont
Charles Honoré Aimé Dhont (Brugge, 30 juni 1808 - 4 maart 1885), doctor in de rechten, werd in 1860 opgenomen in de erfelijke adel. Hij trouwde in 1861 in Brugge met Léonie d'Hooghe de la Gauguerie (1835-1900). Ze kregen vijf kinderen, maar zonder verdere afstammelingen.

## Honoré Dhont
Honoré Théophile Jean Charles Dhont (Brugge, 15 mei 1813 - 9 maart 1888) werd in 1860 opgenomen in de erfelijke adel. Hij bleef vrijgezel.

## Polydore Dhont
Polydore Auguste Jean Dhont (Brugge, 27 november 1806 - 14 september 1867) werd in 1860 in de erfelijke adel opgenomen. Hij bleef vrijgezel.

## Alphonse Dhont
Alphonse Désiré Charles Dhont (Brugge, 11 februari 1813 - Schaarbeek, 29 december 1870), infanteriekolonel, werd in 1860 opgenomen in de erfelijke adel. In 1843 trouwde hij met Céline Diaz (1821-1871) en ze hadden drie kinderen, zonder verder nageslacht.

## Edouard Dhont
Edouard Honoré François Dhont (Brugge, 11 februari 1813 - 18 september 1891), tweelingbroer van Alphonse, werd in 1860 opgenomen in de erfelijke adel. Hij trouwde in 1843 in Brugge met Pauline de Schietere de Lophem (1807-1855) en hertrouwde in Brugge in 1856 met Octavie de Waepenaert (1826-1889), met twee kinderen uit het eerste bed en vier kinderen uit het tweede. Met afstammelingen tot heden. 
Hij kreeg bekendheid door zijn genealogische geschriften. Hij publiceerde de Quartiers généalogiques des familles flamandes (Brugge, 1871), onder de naam Ed. Dhont-de Waepenaert. In manuscript bleven 37 volumes met genealogische opzoekingen, die nu deel uitmaken van het Fonds Merghelinck, in de Belgische Koninklijke Bibliotheek.